# Dani Ojeda
Daniel Ojeda Saranova (Las Palmas de Gran Canaria, 3 de diciembre de 1994), conocido como Dani Ojeda, es un futbolista español que juega en la posición de delantero en la S. D. Huesca de la Segunda División de España.

## Trayectoria
Dani Ojeda se formó como jugador en los filiales de la U. D. Las Palmas, donde fue máximo goleador histórico de la cadena del club grancanario alcanzando una cifra de 450 tantos a lo largo de 14 años. Tras pasar por Las Palmas "C" en división regional en la temporada 2015-16 se fue a la Unión Deportiva Telde de la Tercera canaria. En la primera temporada en el club anotó 23 goles, proclamándose máximo goleador de la categoría.
En verano de 2016 firmó con el Club Gimnàstic de Tarragona, para jugar en el Club de Futbol Pobla de Mafumet, conjunto filial en Segunda B del club catalán.
En el mercado de invierno de esa temporada, firma con el Lorca Fútbol Club para cubrir las bajas en la delantera del conjunto murciano, con el que anotó goles importantes y ascendió a la Segunda División siendo campeón del Grupo IV y derrotando en los play-off de ascenso al Albacete Balompié. En los trece partidos que disputó, firmó cuatro goles.
El 18 de agosto de 2017 debutó en la Segunda División en la victoria para el equipo de Curro Torres, frente a la Cultural Leonesa en el primer partido de liga disputado en el Estadio Artés Carrasco. Anotó su primer gol en Segunda División con el que adelantó a su equipo en un partido que acabó 1-1 frente al Reus.
En junio de 2018 fichó por el C. D. Leganés de la Primera División de España para las tres siguientes temporadas. Su debut en la máxima competición española se produjo en la primera jornada saliendo desde el banquillo en San Mamés, en un partido que terminó con derrota para el Leganés por 2-1. Tras pasar todo la primera vuelta del campeonato en blanco, en enero de 2019 fue cedido al Granada C. F. sin opción de compra.
En julio de 2019 volvió a ser cedido a un equipo de Segunda División, el Albacete Balompié. En el club manchego fue un jugador clave en la permanencia y fue el máximo goleador de dicho equipo. En agosto de 2020 se incorporó a la pretemporada del C. D. Leganés. Tras disputar apenas siete partidos y no contar para José Luis Martí, el club y el jugador acabaron de mutuo acuerdo su contrato el 19 de enero de 2021. Ese mismo día firmó con la A. D. Alcorcón hasta final de temporada.
En julio de 2021 fichó por la S. D. Ponferradina de la Segunda División de España. En junio de 2023 dejó el club tras finalizar su contrato. Inmediatamente fichó por el Burgos C. F. por dos temporadas, donde volvió a ser entrenado por Jon Pérez Bolo. En julio de 2025, una vez quedó libre, se unió a la S. D. Huesca.

## Estadísticas
Actualizado hasta el último partido jugado el 17 de mayo de 2025.
| Club                            | Div.          | Temporada     | Liga  | Liga  | Liga   | Copa  | Copa  | Copa   | Total | Total | Total  | Media goles |
| Club                            | Div.          | Temporada     | Part. | Goles | Asist. | Part. | Goles | Asist. | Part. | Goles | Asist. | Media goles |
| ------------------------------- | ------------- | ------------- | ----- | ----- | ------ | ----- | ----- | ------ | ----- | ----- | ------ | ----------- |
| U. D. Telde · España            | 3.ª           | 2015-16       | 38    | 23    | sd     | -     | -     | -      | 38    | 23    | -      | 0,61        |
| C. F. Pobla de Mafumet · España | 3.ª           | 2016-17       | 19    | 4     | 0      | -     | -     | -      | 19    | 4     | -      | 0,21        |
| Lorca F. C. · España            | 2.ª B         | 2016-17       | 17    | 4     | 0      | -     | -     | -      | 17    | 4     | 0      | 0,24        |
| Lorca F. C. · España            | 2.ª           | 2017-18       | 32    | 6     | 0      | 1     | 1     | 0      | 33    | 7     | 0      | 0,22        |
| Lorca F. C. · España            | Total club    | Total club    | 49    | 10    | 0      | 1     | 1     | 0      | 50    | 11    | 0      | 0,22        |
| C. D. Leganés · España          | 1.ª           | 2018-19       | 5     | 0     | 0      | -     | -     | -      | 5     | 0     | 0      | 0           |
| Granada C. F. · España          | 2.ª           | 2018-19       | 17    | 1     | 0      | -     | -     | -      | 17    | 1     | 0      | 0,16        |
| Albacete Balompié · España      | 2.ª           | 2019-20       | 35    | 8     | 0      | 2     | 1     | 0      | 37    | 9     | 0      | 0,24        |
| C. D. Leganés · España          | 2.ª           | 2020-21       | 5     | 0     | 0      | 2     | 0     | 0      | 7     | 0     | 0      | 0           |
| C. D. Leganés · España          | Total club    | Total club    | 10    | 0     | 0      | 2     | 0     | 0      | 12    | 0     | 0      | 0           |
| A. D. Alcorcón · España         | 2.ª           | 2020-21       | 22    | 2     | 3      | -     | -     | -      | 22    | 2     | 3      | 0,09        |
| S. D. Ponferradina · España     | 2.ª           | 2021-22       | 37    | 7     | 1      | 2     | 1     | 0      | 39    | 8     | 1      | 0,20        |
| S. D. Ponferradina · España     | 2.ª           | 2022-23       | 37    | 5     | 6      | 1     | 0     | 0      | 38    | 5     | 6      | 0,13        |
| S. D. Ponferradina · España     | Total club    | Total club    | 74    | 12    | 7      | 3     | 1     | 0      | 77    | 13    | 7      | 0,17        |
| Burgos C. F. · España           | 2.ª           | 2023-24       | 38    | 3     | 2      | 2     | 0     | 0      | 40    | 3     | 2      | 0,08        |
| Burgos C. F. · España           | 2.ª           | 2024-25       | 36    | 1     | 1      | 0     | 0     | 0      | 36    | 1     | 1      | 0,03        |
| Burgos C. F. · España           | Total club    | Total club    | 74    | 4     | 3      | 2     | 0     | 0      | 76    | 4     | 3      | 0,05        |
| S. D. Huesca · España           | 2.ª           | 2025-26       |       |       |        |       |       |        |       |       |        |             |
| Total carrera                   | Total carrera | Total carrera | 307   | 64    | 12     | 10    | 3     | 0      | 312   | 67    | 12     | 0,21        |

## Palmarés

### Campeonatos nacionales
| Título                        | Club        | País   | Año  |
| ----------------------------- | ----------- | ------ | ---- |
| Segunda División B - Grupo IV | Lorca F. C. | España | 2017 |

### Distinciones individuales
| Distinción                                                   | Año  |
| ------------------------------------------------------------ | ---- |
| Máximo goleador de la Tercera División de España - Grupo XII | 2016 |